# Troglohyphantes caecus
Troglohyphantes caecus là một loài nhện trong họ Linyphiidae.
Loài này thuộc chi Troglohyphantes. Troglohyphantes caecus được Jean-Louis Fage miêu tả năm 1919.